# Vrångsjön (Fryele socken, Småland)
Vrångsjön är en sjö i Värnamo kommun i Småland och ingår i Lagans huvudavrinningsområde.